# Извращённая страсть
«Извращенная страсть» (англ. Twisted Desire) — американский телевизионный фильм, премьера которого состоялась 13 мая 1996 года на телеканале NBC. В главной роли Мелисса Джоан Харт. Фильм основан на деле 1990 года об убийстве родителей 14-летней Джессики Вайзмэн её 19-летним парнем Дугласом Томасом, который был казнен в 2000 году.

## Сюжет
Дженнифер Стэнтон надоели постоянные надзирания со стороны её родителей относительно её отношений с Брэдом, капитаном школьной футбольной команды. После запрета свиданий её отцом Брэд бросил Дженнифер, но девочка решила во что бы то ни стало вернуть любимого. Познакомившись на вечеринке их общего друга с парнем по имени Ник, который недавно вышел из тюрьмы, она начинает с ним встречаться. Во время отлучки её родителей на их годовщину она приводит Ника в дом и провоцирует его переспать с ней. Пока они занимаются любовью, в комнату неожиданно входит отец Дженнифер, который только что вернулся с женой. В ярости он бросается на парня, но Ник удирает в одних трусах. После разговора с дочерью он сажает её под домашний арест. Дженнифер, воспользовавшись этим случаем, рисует себе фингал под глазом, звонит Нику, и уезжает с ним на машине. Показав фингал, она сваливает все на отца, чтобы разбудить в Нике злобу. В это время отец Дженнифер идет в полицию, заявить об изнасиловании его дочери, так как она несовершеннолетняя. Дженнифер снова появляется перед Ником в ударах отца и надоумливает его воспользоваться оружием его деда, чтобы покончить с её родителями.
Договорившись с подругами, что она будет ночевать с ними у Кэрэн, её лучшей подруги, Дженнифер продумывает план, как пробраться в дом к родителям. Ник и Джен пролезают через лоджию в спальню родителей, и Ник стреляет в них. Дженнифер быстро возвращается к подруге, чтобы обеспечить себе алиби. На следующее утро она в слезах идет к Брэду и говорит, что её родителей убили. После поминок она едет с ним на свидание. Чтобы убрать с дороги вечно мешающегося Ника, она звонит в полицию и анонимно сообщает, где спрятано орудие убийства, и кто его совершил. Когда Ника берут копы, у них есть все доказательства его причастности. Но Кэрэн начинают мучить сомнения. Прибираясь в комнате, она находит дневник Дженнифер, где та записывала все свои секреты. Оттуда Кэрэн узнала, зачем Дженнифер был нужен Ник, и зачем она убила родителей его руками. Кэрэн тут же поехала в тюрьму к Нику. Дженнифер поехала следить за ней. Кэрэн все рассказала Нику. Тот не хотел верить ей. Когда Кэрэн ушла, Дженнифер решила узнать у Ника, что ему сказала Кэрэн. Поняв, что он может выдать её, она закричала на него и ушла, дав тому понять, что она не любила его.
Кэрэн нашла в своей машине, которую она когда-то одолжила Дженнифер, пулю и спрятала её. Дженнифер нашла пулю, и подменила свой дневник на точно такой же, но с совершенно другим содержанием, где она писала, как Ник нравится Кэрэн. Кэрэн вызвала полицию и отдала им этот дневник. В это время Дженнифер сожгла свой реальный дневник, и на суд эти улики не попали. Во время суда Нику вынесли приговор по строгости за убийство. Дженнифер в этот же вечер пригласила Брэда к себе. Она уже начала радоваться победе, когда Брэд покатил её на машине в лес. Там он вынудил из неё признания во всем, что они должны доверять друг другу, и что Кэрэн ему сказала. Дженнифер обещала ему доверять и рассказала правду. Во время поцелуя Дженнифер стала снимать с Брэда рубашку и наткнулась на наушник с микрофоном на его майке. Выбежав из машины, она заметила, что место окружено полицией. Её увезли. Её обвинили как соучастника и на суде вынесли приговор в виде лишения свободы до момента исполнения ей 21 года.

## В ролях
- Мелисса Джоан Харт — Дженнифер Стэнтон
- Дэниэл Болдуин — Уильям Стэнтон
- Курт Фуллер — детектив Бекер
- Дэвид Лэшер — Брэд
- Коллин Уилкокс — Роуз Стэнтон
- Эрик Ланёвилль — детектив Дениэлс
- Изабелла Хофман — Сюзан Стэнтон